# An End Has a Start
An End Has a Start is het tweede album van de Britse indierockband Editors. Het werd op 25 juni 2007 uitgegeven; het album was echter al uitgelekt op 21 mei 2007.

## Nummers
| Nr. | Titel                              | Duur |
| --- | ---------------------------------- | ---- |
| 1.  | Smokers Outside the Hospital Doors | 4:57 |
| 2.  | An End Has a Start                 | 3:45 |
| 3.  | The Weight of the World            | 4:18 |
| 4.  | Bones                              | 4:06 |
| 5.  | When Angers Shows                  | 5:45 |
| 6.  | The Racing Rats                    | 4:17 |
| 7.  | Push Your Head Towards the Air     | 5:44 |
| 8.  | Escape the Nest                    | 4:43 |
| 9.  | Spiders                            | 4:00 |
| 10. | Well Worn Hand                     | 2:54 |

## Singles
- Smokers Outside the Hospital Doors, 11 juni 2007 uitgegeven via download en 18 juni 2007 op fysieke dragers.
- Het titelnummer An End Has a Start werd als tweede single uitgebracht.
- The Racing Rats is de derde single van het album. Dit is de eerste single van Editors die in de Nederlandse Top 40 belandde.
- Push Your Head Towards the Air is de vierde single van het album. Hij kwam in maart 2008 uit. Het nummer betreft een mix van de albumversie.
- Bones is de vijfde single van het album. De single wordt alleen in continentaal Europa uitgegeven.